# 費怡中學
費怡中學（Fay School）是一所位於美國麻薩諸塞州諾斯伯勒的私立學校以及男女混校，佔地面積66英畝（270000平方公尺），距离波士顿约25英里（40公里）。費怡中學成立於1866年。費怡中學於2010年開設了小學（学前班至二年级）。

## 校友
- 周興哲：台灣歌手

## 外部鏈接
- Fay School （页面存档备份，存于）